# Serotonina N-acetiltransferasa
Serotonina N-acetiltransferasa también denominada Arilalquilamina N-acetiltransferasa o AANAT es una proteína codificada por el gen HGNC AANAT .

## Reacción catalizada
Esta enzima (EC 2.3.1.87) cataliza la conversión de serotonina en N-acetilserotonina, utilizando el cofactor acetil-CoA como donador de grupos acetilo.
CH3CO-S-CoA +  → HS-CoA + 

## Función
La proteína codificada por este gen pertenece estructuralmente a la familia GCN5 de N-acetiltransferasas (GNATs). La serotonina N-acetiltransferasa es la enzima penúltima de la ruta de síntesis de melatonina y se considera la principal enzima limitadora de flujo de la ruta y que determina el ritmo diario de producción de melatonina en la glándula pineal de mamíferos. En otros vertebrados esta enzima aparece en otros lugares además de la glándula pineal contribuyendo a la síntesis extrapineal de melatonina. La melatonina es esencial para múltiples funciones diarias y estacionales como la reproducción, la función del reloj circadiano localizado en el núcleo supraquiasmático y participa en el ciclo vigilia/sueño. Esta enzima se inactiva rápidamente cuando los animales son expuestos a la luz durante la noche. La secuencia de la proteína en la especie humana es idéntica en un 80% a la AANAT de la rata y la oveja. Mutaciones en la secuencia pueden estar asociadas a enfermedades como alteraciones en el comportamiento y en el ciclo vigia/sueño.

## Estructura
La familia GCN5 comparte cuatro motivos conservados dentro de su secuencia denominados A-D. El Motivo B contribuye a la unión de la serotonina. La estructura de la serotonin N-acetiltransferasa se ha determinado por difracción de rayos X (XRD) a una resolución de 1,80 angstroms. El peso molecular es 24121,55 dalton. La cadena polipeptídca tiene una longitud de 207 residuos. La estructura secundaria consiste en α-hélices (28%: 10 hélices; 60 residuos y β-hojas (23%: 9 hebras; 48 residuos).l